# Nispa barbatus
Genre
Espèce
Nispa barbatus, unique représentant du genre Nispa, est une espèce d'araignées aranéomorphes de la famille des Linyphiidae.

## Distribution
Cette espèce se rencontre en Russie sur l'île de Sakhaline et aux îles Kouriles et au Japon,.

## Description
Les mâles mesurent de 2,75 à 3,00 mm et les femelles de 3,28 à 3,45 mm.

## Publication originale
- Eskov, 1993 : Several new linyphiid spider genera (Araneida Linyphiidae) from the Russian Far East. Arthropoda Selecta, vol. 2, no 3, p. 43-60 (texte intégral).